# Oleni (Griekenland)
Oleni of Oleni Ileias (Grieks: Ωλένη of Ωλένη Ηλείας) is een deelgemeente (dimotiki enotita) van de fusiegemeente (dimos) Pyrgos, in de Griekse bestuurlijke regio (periferia) West-Griekenland.
Oleni ligt in het voormalige departement Ileia. De deelgemeente telt 9026 inwoners en stond in de 19e eeuw bekend onder de naam Olenas.